# Ballysadare
Ballysadare, anche noto come Ballisodare (in irlandese: Bhaile Easa Dara ) è un villaggio nella contea di Sligo, in Irlanda.